# لويز فرايبيرج
لويز فرايبيرج (بالسويدية: Louise Friberg)‏ هي لاعبة غولف سويدية، ولدت في 24 يونيو 1980 في هلسينغبورغ في السويد.

## وصلات خارجية
- الموقع الرسمي
- لويز فرايبيرج على موقع رابطة لاعبات الغولف المحترفات (الإنجليزية)
- لويز فرايبيرج على موقع رابطة أوروبا للاعبات الغولف المحترفات (الإنجليزية)